# IRAS 23166+1655

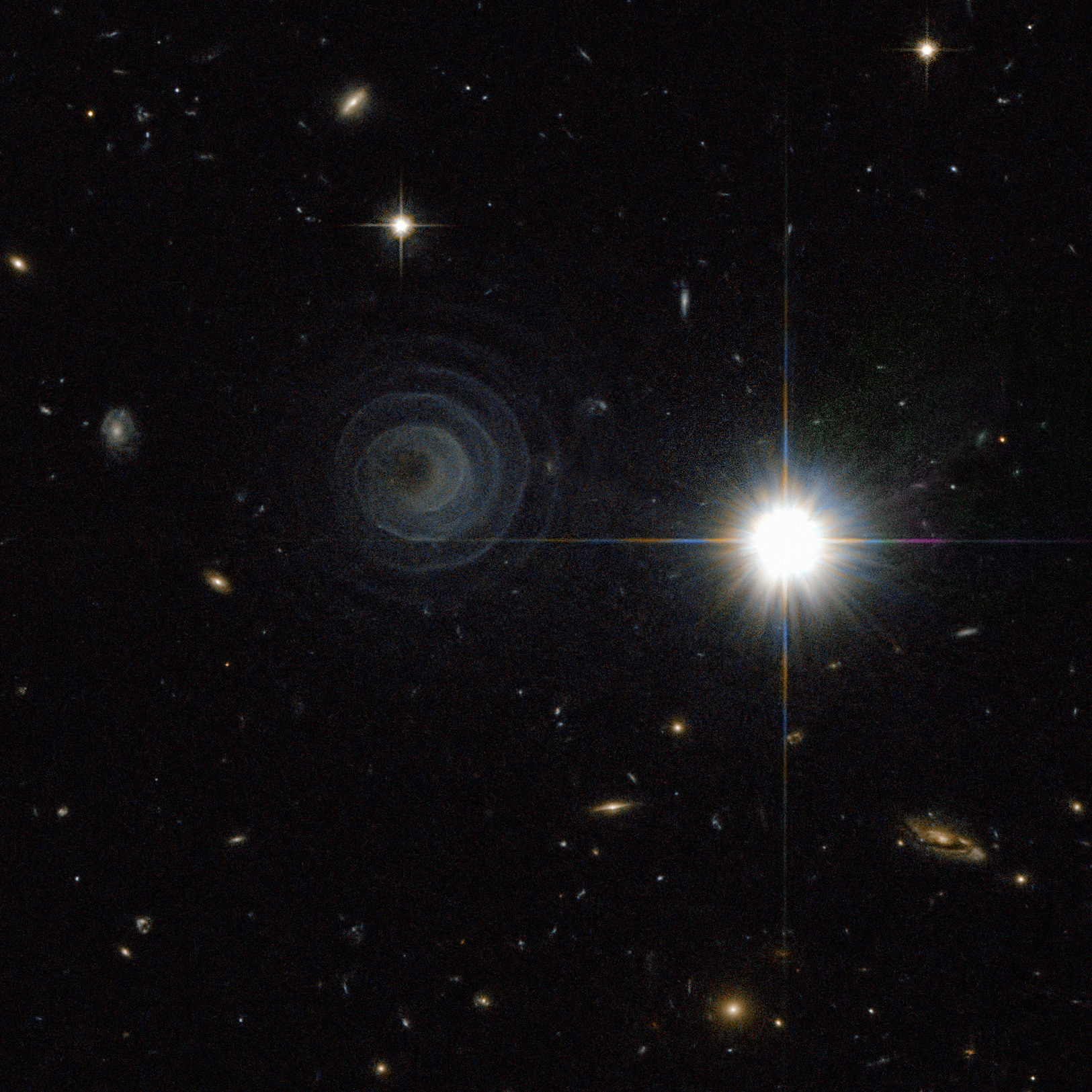
IRAS 23166+1655.

IRAS 23166+1655 es pensa que és una nebulosa preplanetària o protoplanetària que envolta LL Pegasi (AFGL 3068) un sistema de planetes binari que inclou un estel de carboni gegant o extrema les dues galàxies estan ocultes darrere del núvol de pols que expulsa l'estrella de carboni i que només és visible a la llum infraroja.
La nebulosa mostra una inusual forma d'espiral. La forma es creu que està format a través de la interacció entre el company estel·lar i l'estrella de carboni, com s'ha vist en altres sistemes binaris, encara que no amb una forma geomètrica tanta precisió. La distància entre les capes en espiral és coherent amb les estimacions de període orbital del parell en funció de la seva separació angular aparent. La seva posició és RA 2319 12, Dec+ 17 1135. És a dir que, a causa de l'aparició regular dels braços espirals, el període orbital entre LL Pegasi A (IRAS 23166+1655A) i LL Pegasi B (IRAS 23166+ 655B) tenen un període orbital de 800 anys.